# Palazzo Fullini-Zaia
Palazzo Fullini (oggi conosciuto come Palazzo Fullini-Zaia) è un edificio monumentale settecentesco in stile veneziano ubicato nel comune pordenonese di Polcenigo, antica dimora della nobile famiglia Fullini.

## Storia
Il palazzo fu fatto edificare, in posizione dominante sulla piazza principale del paese, dai Fullini di Polcenigo, assurti al rango comitale nel XVII secolo, quale dimora signorile che ne riflettesse la ricchezza e il prestigio raggiunti. La stessa famiglia, di origine alpagota, aveva inoltre eretto una villa nel paese di Pieve d’Alpago (oggi Villa Falin-Boccanegra), l’unica villa veneta del territorio.
La proprietà del palazzo, con l’estinzione del ramo principale del casato, passò agli Zaro e in seguito alla principessa Maria Chigi Giovanelli; l'edificio fu infine acquistato dalla famiglia Zaia, che lo trasformò in locazione turistico-ristorativa.
Nelle sue stanze soggiornò il figlio adottivo di Napoleone Bonaparte, Eugenio di Beauharnais, che il 15 aprile 1809, alla vigilia della battaglia di Camolli, vi tenne il Consiglio di guerra con lo Stato maggiore dell’esercito, ospite dell’allora proprietario e sindaco di Polcenigo Prospero Fullini.
Negli interni del palazzo furono inoltre girate, negli anni Sessanta del Novecento, alcune scene del film Signore e Signori di Pietro Germi, con Virna Lisi e Gastone Moschin.

## Descrizione

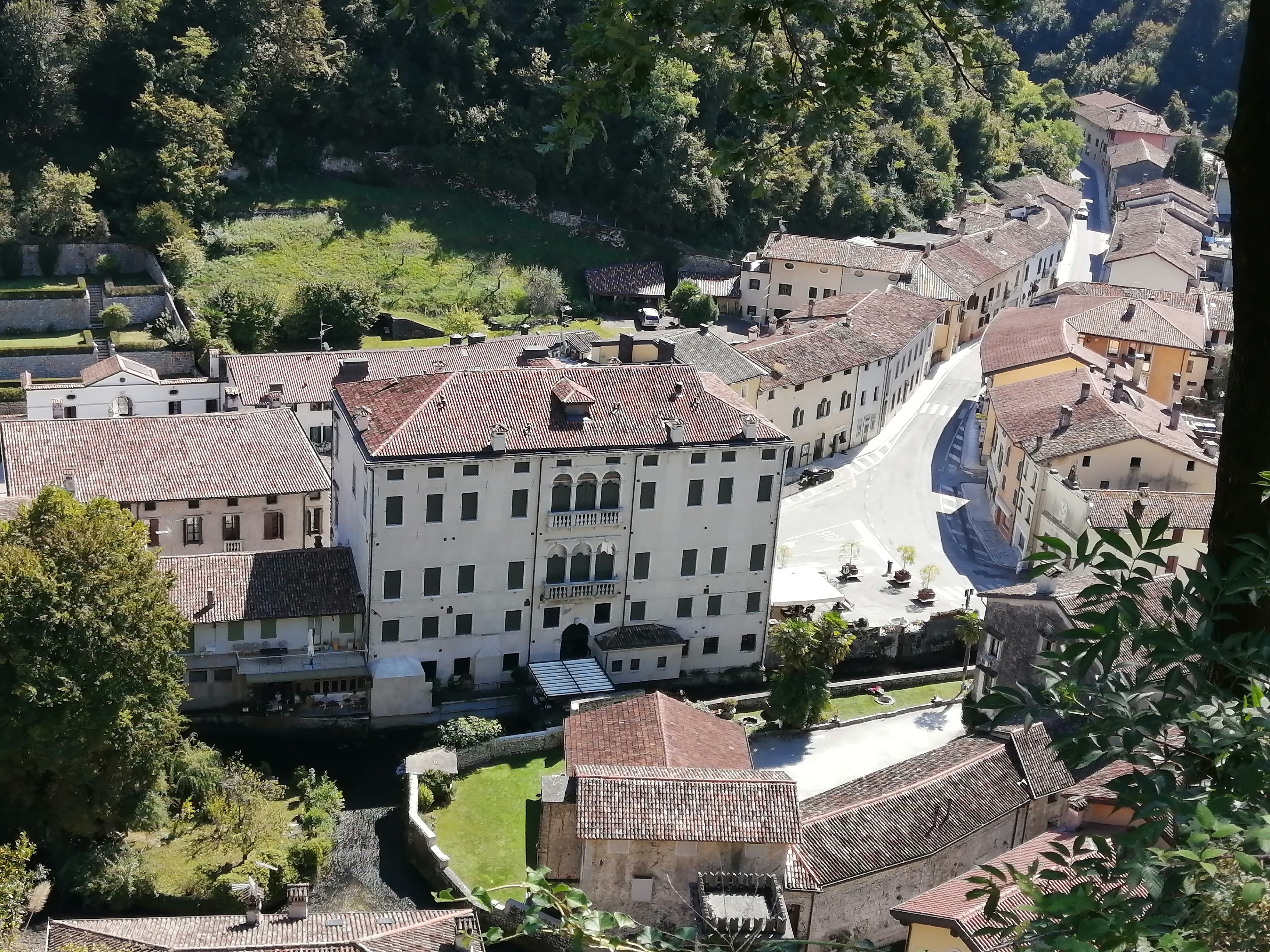
Facciata posteriore di Palazzo Fullini

Realizzato in stile neoclassico veneziano, il palazzo fu probabilmente progettato dall’architetto Domenico Rossi, come fanno pensare le somiglianze con il Palazzo Gregoris di Pordenone.
L’edificio si articola in 4 piani più il sottotetto, con porticato al pianterreno costituito da 5 archi bugnati. Presenta due grandi saloni centrali, nel primo e secondo piano nobile, e un ballatoio che si affaccia sull’androne. A collegare i diversi piani, uno scalone monumentale in marmo.
La facciata anteriore, con due grandi trifore dotate di poggiolo al terzo e al quarto livello, si caratterizza per la presenza di curiosi mascheroni nelle chiavi di volta, uno diverso dall’altro, che ne impreziosiscono l’estetica. La facciata posteriore, anch’essa monumentale, riflette la stessa struttura di quella anteriore, benché più semplice e lineare. L’intonaco esterno risale agli anni Trenta del Novecento, mentre in origine la muratura si presentava con sassi a vista.
Pregevoli sono gli stucchi di alcune sale interne, attribuiti allo stuccatore udinese Giovanni Battista Piccin, e gli affreschi in stile veneziano, a parete e a soffitto, che rappresentano scene mitologico-allegoriche o di vita campestre d’ispirazione arcadica, a testimonianza del gusto dell’epoca.
L’unica parte dell’edificio attualmente in uso è il pianterreno, in quanto i piani superiori sono inagibili e necessitano di restauro.